# Озеро смерти (фильм, 2019)
«Озеро смерти» (норв. De dødes tjern) — норвежский драматический фильм ужасов 2019 года, снятый режиссёром Нини Булл Робсам. Фильм основан на одноименной книге норвежского писателя Андре Бьерке, а также является ремейком фильма 1958 года «Мёртвое озеро».

## Синопсис
Лиллан и несколько её друзей приезжают летом в маленький дом у озера, где в прошлом году умер её брат-близнец, и вскоре после прибытия начинают происходить странные вещи. Также, согласно легенде, это озеро может свести с ума.

## В ролях
- Ибен Акерлие — Лиллан
- Патрик Уолш МакБрайд — Бьорм
- Ульрик Фон дер Эсч — Кай
- Джонатан Харбе — Габриэль
- Элиас Мунк — Харальд
- Якоб Скёйен Андерсен — Бернард
- София Ли — Соня

## Релиз
Премьера фильма в Норвегии состоялась 1 ноября 2019 года. 24 января 2020 года фильм был презентован на Гётеборгском кинофестивале в Швеции. 30 августа фильм был выпущен в широкий прокат в Северной Америке. Также в разных странах фильм был выпущен на DVD и в онлайн-кинотеатрах.
Всего в мировом прокате фильм собрал 380 324 долларов

## Отзывы критиков
Фильм был встречен смешанными, скорее негативными, отзывами критиков. Так, на сайте-агрегаторе Metacritic фильм имеет среднюю оценку 40 из 100 на основании четырёх рецензий. На другом сайте, Rotten Tomatoes, фильм и вовсе имеет 29 % свежести на основании рецензий 21 критика.